# Булатова (деревня)
Булатова — деревня в Аргаяшском районе Челябинской области. Входит в состав Худайбердинского сельского поселения.

## Название
Навязана в честь основателя — Булата Биктимирова.

## География
Расположена в северо-восточной части района, на берегу реки Зюзелги. Расстояние до районного центра, села Аргаяш, 12 километров.

### Уличная сеть
- Полевая улица
- Полевой переулок

## История
Деревня основана в XVIII веке. Её основали башкиры из Балакатайской волости. Во время Гражданской войны на территории Булатова проходили боевые действия.

## Население
| 2002 | 2010 |
| ---- | ---- |
| 52   | ↘50  |

### Историческая численность населения
В 1841—144, в 1920—244, в 1970—190, в 1983 — 81, в 1995 — 69.

## Инфраструктура
Личное подсобное хозяйство с зоной сельскохозяйственного использования, индивидуальная застройка усадебного типа.
Основа экономики — сельское хозяйство.

## Транспорт
Автобусное сообщение с райцентром. Остановка общественного транспорта «Булатова».